# Ribes ceriferum
Ribes ceriferum är en ripsväxtart som beskrevs av Frederick Vernon Coville och Rose. Ribes ceriferum ingår i släktet ripsar, och familjen ripsväxter. Inga underarter finns listade i Catalogue of Life.